# Хёдьес
Хёдьес (венг. Hőgyész; нем. Hidjess) — деревня в Венгрии, в Южно-Задунайский крае, районе Тольна, в области города Тамаши.

## Географическое расположение
Хёдьес расположен на 65-й главной автотрассе Венгрии, в 60 километрах к юго-востоку от города Шиофока и в 32 км северо-западнее города Сексард. 
Станция Сакай-Хёдьес (венг. Szakály-Hőgyész) находится в 4 км от железнодорожного вокзала Будапешт-Домбовар-Печ.

## История
В ранней истории носил историческое название Арпада много веков назад. В прежнюю эпоху в окрестностях города зачастую проводилась царская охота на ласку. Герб деревни по сей день сохраняет это наследие. На протяжении своей истории город был не раз заброшен и постепенно утратил статус, превратившись в деревню.

## Достопримечательности
- «Замок Милосердия» (усадьба графа Аппоньи)
- Усадьба Лихтенштейнов
- Костёл в стиле барокко
- Церковь Воздвижения Святого Креста

## Население
| Год  | Численность | Численность |
| ---- | ----------- | ----------- |
| 2013 | 2904        | [ 3 ]       |
| 2014 | 2896        | [ 4 ]       |
| 2015 | 2858        | [ 5 ]       |
| 2021 | 2736        | [ 6 ]       |
| 2022 | 2591        | [ 7 ]       |
| 2023 | 2601        | [ 8 ]       |
| 2024 | 2643        | [ 2 ]       |

## Города-побратимы

Виды усадьбы Аппоньи
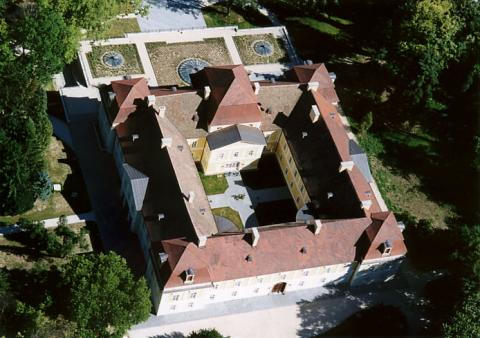
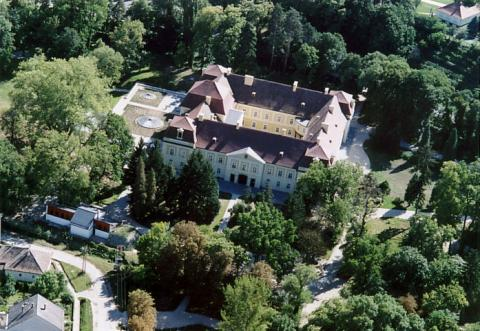
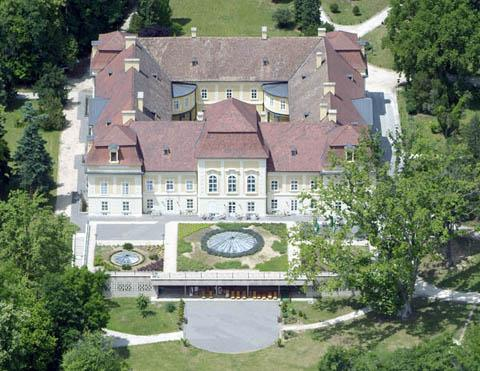